# 銃の部品
銃の部品（じゅうのぶひん）では、銃の部品と各部の名称について解説する。
銃 > 銃の各部 > 銃の部品

## アサルトライフル
上図はアメリカ軍で使用されていたアサルトライフル、M16の初期モデル「A1」。一般例として例示する。設計者やメーカー、軍などにより設計思想が異なるため、その点に留意が必要である。なお解説文中、「右手」「左手」とある箇所は、左利きの場合は適宜逆に読み替える必要がある。なお、単発式小銃や自動小銃、サブマシンガンなども多くはアサルトライフルと類似した部品構成である。
(1) 「後部照準調整つまみ」
弾道はゆるやかな放物線を描くため、射程距離に応じて後部照準を上げ下げするためのつまみ。古い銃や簡素な銃には付いていないものも多い。AK-47など（以下、AK系）では、板状の照尺の角度を変え、照尺の一端に設けられた照門の高さを昇降させるという、ボルトアクションライフル以来の簡素な機構になっている。
(2)の右側の、銃口側の長い部品「ハンドガード（被筒）」
フォアハンド、フォアグリップ、先台、木被とも。構える際、通常左手で保持するための部品。射手の手を銃身の熱から保護する働きもある。図の銃では複合樹脂製であるが、銃によっては木製のものもある。また、この部品の下部に（あるいは取り外したり専用のものに付け替えたりなどして）グリップを付けたり、グレネードランチャーを取り付ける場合もある。なお、この部分に垂直に取り付けられたグリップをバーティカル・フォアグリップと呼ぶことがある。狭義で「フォアグリップ」という場合、バーティカル・フォアグリップを指すことが多い。
(3) 「消炎器（フラッシュハイダー）」

発射の際に銃口から噴き出る発射炎が、射手の視界を遮らないように、多方向（2, 4, 6, 8方向が多い）に発射炎を拡散させる。また、形状の違いでマズルブレーキ（制退器）としても作用するものもある。
(4) 「排莢口または排莢孔（エジェクション・ポート）」
空薬莢を排出する箇所。図では防塵蓋（ダストカバー）が閉まった状態になっている。機構によっては、防塵蓋のないものがある。これを開くと遊底（ボルト）が見え、コッキングレバーを引いて遊底をスライドさせると薬室（チャンバー）や、銃によっては排莢子（エキストラクター）が見える。ブルパップ方式のアサルトライフルでは、左利きの銃手の頬の位置に排莢口があたるため、排莢方向を逆にすることができる機能を備えているものが多い。
(5) 「弾倉（マガジン）」

弾薬を装填する。図のものは湾曲箱形で、5.56mm NATO弾を30発装填できる。通常は送り板（マガジンフォロア）を底部のバネが押し上げる構造になっている。他に、ドラム型マガジンなどの多弾数マガジンがある。また、機関銃にはベルト給弾式のものが多い。実戦部隊では、ビニールテープなどで二つ以上の弾倉を連結し、最初の弾倉が空になった際すぐに交換できるようにしている工夫が見られる。また、特殊部隊では弾倉が空にならないうちに次の弾倉に交換する、いわゆるタクティカルリロードを行うことが多い。一部の小銃(例：SIG SG550)で見かけられる透明な強化プラスチック製弾倉は、残弾数が外見から確認できるようになっており、中には連結用のツメを備え、弾倉を横方向に容易に連結可能な物も存在する。
(6) 「マガジンリリースボタン（弾倉取り出しボタン）」
弾倉を交換する際、取り出しのためにここを押す。図の銃ではボタン式であるが、AK系やFN FALではレバー式になっている。G3のようにボタンとレバーの両方を備えた製品もある。
(7)の下部 「ピストルグリップ（銃把、握把）」
右手で握り、引き金を人差し指で引く。図の銃では滑り止めのために刻み加工（チェッカリング）が施してある。旧式の銃では木製、近年の銃では複合樹脂。M14のようなバトルライフルや、M24狙撃銃のようなボルトアクションライフルでは独立したグリップがなく、銃床の一部が握るための窪みになっているものもある。この場合は単にグリップと言う。日本語では同じく銃把(じゅうは)と呼ぶ。
(8) 「ボルトフォワードアシスト」
この部品はM16A1以降における、同シリーズの大きな特徴である。ゴミなどの原因により遊底（ボルト）がきちんと前進閉鎖しなかった場合は引き金を引くことができないが、他の銃ではボルトとコッキングレバーが一体なので、レバーを押し込むことでボルトを強制閉鎖できる。M16系統ではボルトとコッキングレバーが別で引くことしか出来ないため、この部品でボルトを強制的に押し込む（初期モデルのM16にはこの機構は存在せず、ベトナム戦争期において閉鎖不良が多発したことにより追加された）。
(9) 「銃床（ストック）」

肩に当て、照準を安定させるための部品。銃により材質が異なる（複合樹脂、木材、金属など）。また、特殊部隊・空挺部隊用、戦車・航空機・ヘリコプター乗員の自衛用火器は、収納の際や射撃しない際にコンパクトにするために、折曲式・折畳式・伸縮式となっているものも多い。
(10) 「コッキングレバー（棹桿、槓桿）」
ボルトを後退させ、銃内部のハンマー（撃鉄）を起こし（コッキング）弾丸を薬室に送り込む動作を行う際に引く。また不発やジャム（動作不良）の時に強制排莢して次弾を送り込む際に使うこともある。図の銃では射撃中に顔の方に後退しないよう、留め金（ラッチ）が付いている。また、位置も機関部側部（AK-47系やHK MP5系など）、機関部上部（64式7.62mm小銃やHK G36系など）のように、設計により位置や動作は異なる。ボルトアクションの場合には「ボルトハンドル」とも呼ばれる。

(11)「照星（フロントサイト）」
銃身の上に付けられた照準器。単に棒状の部品が付いている簡素なものや、上下左右の調整が可能なものがある。多くの場合、破損を予防するためのガードが付属する。また図の銃では、作動用の火薬ガスを銃身から取り出す部品(ガスポート)を兼ねている。
(11-1)「規制子(可変式ガスポート)」
ガス圧作動方式の自動銃のうち、ショート及びロングストロークのガスピストン方式のものに見られる部品。銃身からガスピストンに導く発射ガスの量(又は余剰のガス圧力をガスピストンへ到達する前に外部に放出する量)を手動または自動調整する部品で、複数の大きさの異なる穴が設けられた円筒状の部品を回転させる事でポート径を切り換える方式(64式小銃、九六式軽機関銃など)や、単一の穴の遮蔽量を増減する事でポート径を変化させる方式(FN FALなど)、銃身に設けられた複数のガスポートの使用数を増減する方式(新SKB・M1900自動散弾銃など)、ガスピストンにガスポート閉鎖の機能性も持たせる事でガス圧に応じた機構作動速度の自動調整を行う方式(フジ スーパーオートなど)の様々な方式が存在する。
手動式の場合、用途により(空包を用いてライフルグレネードを発射する場合や狭窄弾を用いた教習射撃を行う場合、ガスが放出される方向を銃口のみに集中する事でサプレッサーの消音効果を高めたい場合など)ガスポートを完全閉鎖してガスピストンの作動を止める事も可能である。(ただし、L1A1のようにガスの外部放出量を調整する構造の場合、完全なポート閉鎖は行えない)。
このような機構を設ける理由は、散弾銃など発射圧力の異なる複数種類の弾薬を使い分ける必要がある場合や、機関銃など連続して多量の弾丸を発射する場合に未燃焼ガスによりガスポートが汚れてくる事による作動不良を予防する目的、機関部作動速度の増減による連射速度の可変などの目的があるが、ガスピストンへのガスの流入量の調整を誤るとガス圧不足による作動不良(回転不良とも)や、ガス圧過大による機関部への負担増大などを引き起こす場合がある。撃針や安全装置の構造によってはガス圧過大の際に遊底閉鎖時の撃針の慣性前進速度も増大する為、完全閉鎖と同時に薬室の実包が発火する閉鎖暴発を引き起こすリスクも増す。特に機関銃の場合には引金の操作に依らない連続した閉鎖暴発が起きる可能性(連射の停止が出来なくなる状況)もある為、規制子の管理には細心の注意が払われる。
なお、M16などのガスピストンを持たないダイレクト・インピンジメント方式(ガス直噴方式)や、ガスピストン方式のうちSKSカービンなどのように、ほぼ統一された薬量の弾薬しか使用しない前提のものの場合、規制子を持たないものもある。

(12) 「照門（リアサイト）」
前部照準器と同じ水準にある。単に板状の部品を曲げて穴を開けたり窪みを付けたりしただけの簡素なものから、上下左右に調整可能なものがある。
(12)の左側 「キャリングハンドル（提げ手）」
銃を持ち運ぶ際に取っ手として使用する。提げ手が別に付いている銃もある（FN FALやミニミ軽機関銃など）。この銃の場合は、後部照準の保護も兼ねており、またスコープを付ける際の基部ともなる。近年ではオプション取り付け用のレール「ピカティニー・レール」が取り付けられることが多い。
(13) 「安全装置（セイフティー）」
セレクターレバーともいう。安全＝SAFE、単射＝SEMI、連射＝AUTO が標準的な組み合わせだが、バースト（1回引き金を引くと設定された弾数のみを連続で発射するもの）を採り入れたものがある。特に興奮しすぎた新兵はすぐに連射で弾を撃ち尽くしてしまうため、M16A2、A4では連射を廃止して3点バーストにしている。H&K社の製品では弾の形のピクトグラムで表示してある。自衛隊ではカタカナで表示してあり、安全＝ア、単射＝タ、連射＝レ、3点バースト＝3となっている。通常、安全→単射→（あれば）3点バースト→連射　の順であるが、AK系とそれを参考にしたガリルは安全→連射→単射となっている（いちばん上が安全位置）。また、AK系のセイフティーは安全位置でコッキングレバーが前後する開口部のカバーを兼ねており、機関部の半分を覆えるほどレバーが大きい。

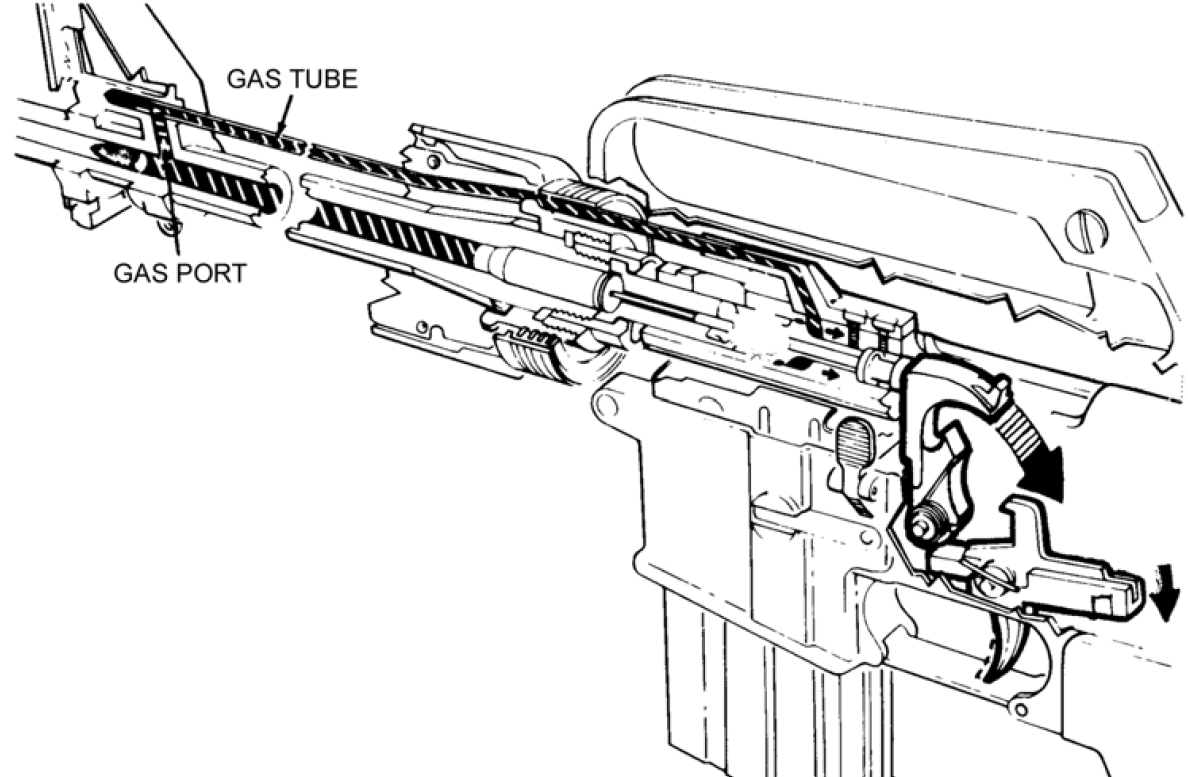
M16の引き金、シアー、撃針の動作

64式小銃の開発者の一人でもあった伊藤眞吉の資料では、安全装置はその構造により下記の4種類に類別され、上述のものほど安全性が高いとしている。
(13-1) 「撃針を固定する安全装置」
最も安全とされる構造。引金、逆鉤、撃鉄のどの段階の固定が衝撃、摩耗、破損などの不確定要素で外れた場合でも、実包の発火は阻止される。軍用銃では有坂銃(三八式歩兵銃など)、モーゼル・Gew98(Kar98k)、小銃ではウィンチェスターM70、ウェザビー・Mk-V、拳銃ではワルサーP38等が該当。日本の軍用銃では十八年式村田騎兵銃で避害器の名称で初めて導入された。
(13-2) 「撃鉄を固定する安全装置」
M1ガーランドなど、撃針と撃鉄が別体となっているものに採用例が多い。万一衝撃で逆鉤が外れた場合でも撃鉄の前進が阻止されるが、構造により遊底の閉鎖時に撃針が慣性で前進する場合がある為、こうした構造に感度が異常に鋭敏となった銃用雷管が組み合わされる等の不運な要素が重なった場合、閉鎖と同時に発火する恐れ(閉鎖暴発)があるとされる。
(13-3) 「逆鉤を固定する安全装置」
ウィンチェスターM1912、ブローニング・オート5、レミントンM700、豊和M1500等が該当。撃鉄を固定していない為、引金の操作力を軽減する目的で逆鉤と撃鉄の噛合角度を浅くした場合に衝撃で逆鉤と撃鉄の噛み合いが外れて暴発を起こすリスクが高まる他、撃鉄を固定する安全装置と同様に撃針の慣性前進で閉鎖暴発を起こすリスクが残っている。
(13-4) 「引金を固定する安全装置」
今日民間で販売される小銃や散弾銃の多くがこの型式で、構造が簡素な分素早い安全解除が行える利点はあるものの、逆鉤を固定していない為に衝撃により逆鉤と撃鉄の噛み合いが外れやすく、暴発に至る危険性が高い為、安全性は上記3つに比べて低い傾向があり、伊藤は不安全器とも述べている。
(13-5)「安全装置なし」
村田銃などの19世紀の軍用銃に見られたもの。携行時にはかならず抜弾するなど、運用者自身の安全管理の徹底(及び運用組織のある程度以上の人命軽視)が前提となっており、今日市販される小銃には存在しないものである。
なお、伊藤はより良い安全装置の条件として、上記に類別される構造上の安全性と同時に、
- 操作が容易である事
  - ただし、構えた状態で操作ができる事を重視すると、後述の「固定が確実である事」とは相反する結果を招く場合も多いとしている。

- 停止・固定が確実である事
  - 押して回す九九式小銃、摘んで引っ張って回す64式小銃等のように、回す動作に押す、引くなどの要素が加わる事で、行軍中に他物に押されて安全が外れ、更に引金が引かれて暴発に至る確率が飛躍的に下がるとしている。しかし、CQBなどの突発的な近接戦闘を想定した用途では、余りにも固定が確実でありすぎる構造では不具合の方が大きいため、現在では鋼球とコイルスプリングを用いた節度機構(ディテントボール)を安全装置に内蔵することで、回り止め機能を確保することが多い。

- 自分または他人に識別容易である事
  - 安全位置で突起が上方に立ち上がる有坂銃、旗安全器が照門を隠す事で照準が出来なくなるGew98等がこの条件を完全に満足する典型例としている。

等も、自分の銃で自身や友軍兵を殺傷しない上で重要な要素であるとしている。
ボルトアクションの場合には安全装置がボルトストッパーを兼ねている場合があり、このような構造の場合、安全位置の時は遊底の開放が行えなくなる。また、その構造により安全装置を掛けたままボルトストッパーのみを解除できるもの(Gew98やM1903小銃など)と、ボルトストッパーのみの解除が不可能なもの(有坂銃やSMLE小銃など)に大別され、前者を3ポジション式、後者を2ポジション式と呼ぶ。後者は安全解除された状態で脱包作業を行う必要がある為、前者と比べて安全性が低いとされる。
(14) 「引き金（トリガー）」

発射の際に引く部品。弓状の独立部品になっているものがほとんど。まれに、単射と連射で別々の引き金を持っているものもある。また、中折式散弾銃のように銃身を複数持つ銃の場合は、それぞれの銃身を撃ち分ける為に独立して複数の引き金をもっているもの（両引き）もある。引き金を操作すると、シアー (逆鉤) と呼ばれるカム状の部品を介して、撃針 (ファイアリングピン) を叩くハンマー (撃鉄) の固定を解放する。図の銃はガス圧動作式であり、発射後のガスが銃身に平行したガスチューブ経由で遊底を押し戻し、遊底の後部がシアーを押して元の位置に戻す（右図）。引き金とシアーの組み合わせの設計が悪いと、引き金を引くために必要な力(トリガープル)が大きくなり、照準がぶれて命中精度に影響を与える。ただし、一般的にトリガープルが小さい程、シアーと引金の噛み合い角度が鈍角となる為、不意の衝撃でシアーが外れて暴発に至るリスクも高くなるので、野外での行軍や戦闘などで銃本体に意図せぬ大きな衝撃が加わったり、木の枝などの他物に引き金が不意に引かれる可能性が高い軍用銃や狩猟銃では、一般的に競技用の銃と比べて重く引き代の長いトリガープルが設定される事が多い。
射撃競技用の銃では、引き金とシアーの噛み合い角度を可変させる事でトリガープルを調整できるものや、射手の指の長さに応じて引き金の位置を前後に調整できるものもある。こうした調整機構を有したトリガーアッセンブリーがアフターマーケットパーツとして市販されている場合もある。また、精密狙撃の用途では重要となる極端に軽いトリガープルと、衝撃でシアーが外れるリスクの軽減を両立する目的で、通常とは異なる特殊な引き金の操作（引き金を前方に押し込むなど）を行う事で極端に軽いトリガープルを任意に選択できる機構を備えていたり、予め2本の引き金を取り付けておいて安全解除用の引き金を引いてから発射用の引き金を操作する事で初めて発射が可能となる機構を備えているものもあり、前者はシングル・セット・トリガー、後者はダブル・セット・トリガーと呼ばれる。
(14)の下 「トリガーガード（用心金）」
不慮に引き金を引いてしまわないように、引き金のまわりを囲むための安全部品。射撃をしない際や、射撃しない意志を明確に示す際には、人差し指を引き金ではなくトリガーガードにかける。なお、厳冬地で厚手の手袋をしている場合に引き金が引けないのを防止するために、固定ピンの片方を抜くことで開放することができるもの、最初から可倒式になっているもの、大型の引き金をアタッチメント式に備える銃もある（例：SIG SG550系など）。

(15) 「負い紐（スリング）」
昔のものは革製だったため、負い革ともいう。行軍、登攀の際など、肩に掛ける時に使用する。立射ちや膝射ちの際に銃を安定させるために、スリングを左腕に巻き付けて姿勢を固めることも可能。特殊部隊では3点支持スリングという伸縮自在のものを用い、建物屋上から降下してからの射撃、銃床なしでの射撃の際に、照準の安定に役立てることもある。3点支持スリングは手を離した状態で銃を体の前面に保持しておく事が出来るので、一般部隊のCQB向け装備でも採用が広がっている。
(16) 「ボルトリリースレバー」
弾倉の最後の弾を撃ち終わったあとにボルトが後退したままになる銃のうち、ボルトの停止を弾倉の送り板（フォロワープレート）に頼らず銃側の機構で自動的に行うものに付いている。この仕組みにより、弾倉交換時もボルトが後退したままとなる為交換作業が容易である他、交換したあとコッキングレバーを引かなくても、リリースレバーを押し込むだけで次弾が薬室に送り込まれるため、より素早い射撃再開が可能となる。散弾銃ではレバーではなくボタンである場合もある。
AK系などのボルトの停止をフォロワープレートに依存する銃では、弾倉を交換したあとはコッキングレバーを引いて弾丸を送り込まなければならない。64式小銃のように弾倉交換時に遊底を開けている事が必須となる銃では、遊底を後退状態で固定しておく為の手動式のボルトストッパーボタンが設けられる事もある。
(17) 「着剣金具（バヨネット・アダプター）」
銃剣を着ける（着剣）時に、銃剣のリングを銃口にはめ込んだあと、この金具に銃剣尾部の金具を合わせて固定する。第二次世界大戦後は着剣戦闘自体が少なくなってきているが、銃剣は他の用途もあり、敵に対する心理的効果も高いため、ほとんどの軍隊で標準配備されている。ブルパップ方式はその全長から着剣戦闘に向かないため、着剣戦闘自体を考慮していない場合がある。
(18) 「銃身（バレル）」

撃発により推進された弾丸が通る銃口までの経路。ほとんどの銃には施条（ライフリング）が切られている。散弾銃にも銃身に施条が切られているものがある。同じ弾薬でも、銃身の長さにより銃口初速が変わってくるが、これは弾丸の運動エネルギーや命中精度に密接に関わってくる。クリップ式二脚（バイポッド）を後付けできるものや、二脚が標準装備されているものもある。

## 拳銃

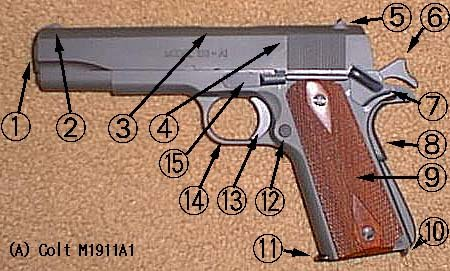
(例A) コルトM1911A1

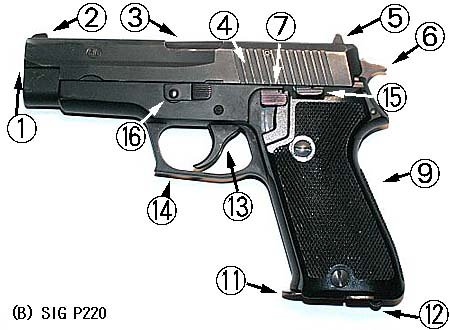
(例B) SIG SAUER P220

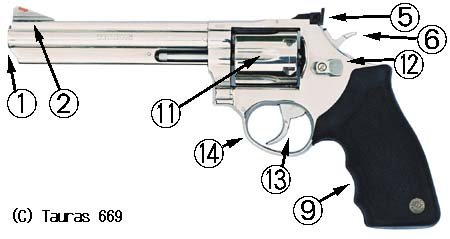
(例C) トーラス669

右の画像のうち、コルトM1911A1とSIG SAUER P220は自動拳銃（オートマチック・ピストル）、トーラス669はリボルバー式拳銃である。自動拳銃は装弾数が多いが、部品数も多く機構が複雑で作動不良となることも少なくない。リボルバーは少数（概ね5〜6発）しか装填できないが、構造がシンプルであるために動作は確実である。
写真(例A)は、1911年にアメリカ軍により制式化された自動拳銃、M1911（日本では「コルト・ガバメント」の名で知られる）のA1モデル。陸上自衛隊などでも使用された。写真のものは一度装填動作（コッキング）がなされ、撃鉄（ハンマー）が撃発可能状態にあり、安全装置がかかっている状態。ただし弾丸が装填されているかは確認できない。
写真(例B)は、SIG社により開発され、陸上自衛隊がM1911A1の代わりに9mm拳銃として採用されたSIG P220。ハンマーは倒れた状態だが、ダブルアクション方式のため（弾丸が装填されていれば）トリガーを引くだけで発射が可能な状態。
写真(例C)は、ブラジル・Tauras社のリボルバー、Tauras 669。弾倉の隙間に薬莢が見えないので弾丸が装填されていない安全な状態。
(1) 「銃口（マズル）」
ここから機関部までがバレル（銃身）であり、自動拳銃ではスライド内部に隠れているものが多い。銃身の後部はチャンバー（薬室）になっている。
フラッシュハイダーを取り付ける例はないが、コンペンセイターやマズルブレーキを取り付ける例はある。特殊用途の拳銃では、減音器（サイレンサー）を取り付けるためのねじが切ってある。
(2) 「照星（フロントサイト）」
単純な板状のものが多い。近年の拳銃では、夜間や薄暮の射撃のために、背面に蓄光材が埋め込まれていたり、白や赤の塗装が施されているものがある。
(3) 「排莢口（エジェクションポート）」
写真とは反対の面に有り、発射後の空薬莢が弾き出される。射撃後の安全確認の際はスライドを引き、薬室に残弾がないかどうかをここから覗き込みさらに指を入れて確かめる。
(4) 「遊底（スライド）」
自動小銃や機関銃のボルトと違い、自動拳銃では単独の部品になっているものは少なく、発射時の反動（リコイル）や燃焼ガスの圧力でこの部分全体が後退する。その後退力がチャンバーから空薬莢を引き抜いて弾き出し、ハンマーを起こし、内部にあるリコイルスプリングの力でスライドが前進する動きで弾倉から次弾が引き抜かれてチャンバー（薬室）に装填される。初弾装填（コッキング）は手でスライドを引く事で行う。
(5) 「照門（リアサイト）」
凹形の単純な構造をしているものが多い。着弾位置を微調整できるよう上下左右に可動する構造を持ったものもある。照星同様、背面に蓄光材を埋め込んだり塗料を塗っているものがある。
(6) 「撃鉄（ハンマー）」
自動拳銃では撃針を介して、リボルバーでは直接弾丸の雷管を叩くための部品。ハンマーを左手親指で押さえながら右手で引き金を引き、ゆっくりと撃鉄を倒すことでも安全となる。
自動拳銃の場合、撃鉄が完全に倒されている状態と、撃鉄が撃発可能な状態の中間として、「ハーフ・コック」モードを持った銃もある。これはあくまで、撃鉄を起こしている途中で指が滑って暴発しないようにするための安全策であり、安全装置の代わりと考えることは難しい。ちなみに、リボルバーの場合、輪胴を回転させるためにハーフ・コックの状態にすることもあるが、こちらは指の力だけで固定しなければならないため注意が必要である。
シングルアクション式のリボルバーでは、撃鉄を起こすことで輪胴が回り、次弾の発射位置にすることができる。ダブルアクション式では、強めの力で引き金を引くことで、その力により輪胴が回りつつ撃鉄が起き、次弾を続けざまに発射することができる。ただし、引き金を引くためにより強い力が必要となるために、照準がぶれやすい欠点がある。
(7) 「安全装置（セイフティー）」
大まかに3通りがある。
(7-1)「マニュアル・セイフティー(手動安全装置)」
(A)の銃が該当する。この銃の場合は、レバーを押し上げると安全、下げると発射可となる。上げた状態では引き金を引くことができず、遊底を動かすこともできない。レバーに下記のデコッキング機能を兼用させたものも存在する(ワルサーPP拳銃が祖、発展型のワルサーP38やベレッタM92、S&WM39など)。安全装置が実際に固定する箇所が撃針(または撃鉄、ストライカー)、逆鈎、引金のどこであるかにより、コッキング状態で銃本体に過度の衝撃が与えられる事に起因する暴発の危険性の多寡が左右される点は、前述のアサルトライフルにおける安全装置と同様である。
レバーが配置される位置は、一般的に右利きの射手が銃を握った際に親指で安全を解除して即座に射撃を開始できるように、銃の左側面かつ銃把の後方に配置される構造（サム・セイフティー）が採られる場合が多いが、簡易な操作で安全が解除できる事は他物にレバーが押された際に不意に安全が解除されるリスクが高まる要因にもなる為、かつては十四年式拳銃のように片手では操作しづらい位置でレバーを180度回転させるなど、銃を握った片手のみで操作する事を必ずしも意図しない構造が採られる場合もあった。
(7-2) 「デコッキング式」
(B)の銃が該当する。写真のレバーを押し下げると、撃針を固定したまま撃鉄を元の状態に戻すことができる。
(7-3)「安全装置なし」
自動拳銃トカレフTT-33と、その中国・北朝鮮製コピー品。自動拳銃の場合、射撃の直前まで薬室に弾薬を装填しないことで安全を確保する。自動拳銃で安全装置がないというのは大変危険であり、取り扱いも厄介である。
2000年以前に生産されたリボルバー。ただし、内部機構に暴発対策としての安全装置をつけているものもあり、「安全装置なし」というのは語弊があるとも言える。一風変わった安全対策としては、日本の警察で多く採用されたシングル・ダブルアクション兼用方式のニューナンブM60において、引き金と用心金の間に填め込む事で引き金の不意な後退を阻止できる安全ゴムが銃の付属品という扱いで配布され、現場の制服警察官に用いられていた例がある。
(7-4)「錠前式（キー・ロック）」
21世紀になってから登場した。主としてリボルバーで採用されている。ラッチレバーの下に鍵穴が隠されており、これを操作する事で引き金がロックされる。
(7-5)「マガジン・セイフティー（弾倉安全装置）」
弾倉を取り外すと薬室に実包が残っていても発射が行えなくなる構造。九四式拳銃で採用された引金を固定する構造の物が著名で、類似した構造を持つ拳銃も多い。

(8) 「グリップ・セイフティー（握り安全装置）」
特にガバメント系の特徴で、銃把を握る形でここを押し込まなければ、引き金を引くことができない。特に酷使した拳銃など、落とした弾みで暴発することがあるので、それを防ぐための安全装置の一つ。この機構を持たない拳銃も多い。日本製の拳銃では日野式自動拳銃が引き金の下部（銃把の前方）にグリップ・セイフティーのみを装備して安全性を担保する構造であったが、銃把の前方にグリップ・セイフティーが配置された構造の場合、銃が他物に当たった際に引き金とグリップ・セイフティーの両方が同時に押し込まれて暴発に至る危険性がある為、現在ではガバメント系のように銃把の後方に配置するか、ニューナンブM66短機関銃などのようにフォアグリップ側にグリップ・セイフティーを配置する事で、グリップ・セイフティーが引き金と同時に他物に押し込まれる危険性を回避する構造が採られる場合が多い。
(9) 「銃把（グリップ）」
自動拳銃では弾倉が入る位置となるため、設計上の意匠はあまり凝らすことができない。リボルバーにはそういった制約がないため、形状を大幅に変えたり、部品をまるごと交換して握りやすい形状に変更したりすることができる。
(10) 「ランヤードリング（吊り紐取り付け金具）」
日本の制服警察官は、紛失及び、犯人・被疑者に銃を奪われないために必ずランヤード（吊り紐）を取り付ける。特殊部隊では、なんらかのアクシデントで拳銃を落としてしまった際でもすぐに回収できるように、カールコード式のランヤードを付けているところが多い。
(11) 「弾倉（マガジン）」
自動拳銃では、装填した際はグリップ内部に完全に隠れる（ただし多装弾弾倉はグリップ下部より突き出す）。リボルバーはレンコン状のシリンダー（回転式弾倉、輪胴）になっている。自動拳銃の弾倉は小銃や突撃銃などと同様に実包が一列に真っ直ぐ装填される「シングルカラム式」と二列に並ぶ様に装填される「ダブルカラム式」があり、後者を採用する自動拳銃はFN ブローニング・ハイパワーなどの様に装弾数が多い銃が殆どであるが、その反面銃把全体が太くなりやすい短所もある。国によってはダブルカラム式ではその国の主要民族における平均的な体格の兵士の手に収まりきらない等の不具合も生じる為、このような場合敢えてシングルカラム式を選択する場合もある。実際に日本では十四年式拳銃の試作段階にてダブルカラム式16発のものが試作された事もあったが、最終的にはシングルカラム式8発の細身の銃把のものが制式採用され、戦後の自衛隊でも永らく同様の理由により9mm拳銃などシングルカラム式の採用が続いていた。
(12) 「マガジンキャッチ」
自動拳銃では弾倉を外すための部品。(A)ではボタン式、(B)ではレバー式になっている。ワルサーP38やPM、二式拳銃などのように銃把下端にラッチ式のマガジンキャッチが用いられる場合もある。リボルバーではシリンダーラッチと呼び、このレバーを右親指で押し込みながら、シリンダーを左手で横に倒す（スイングアウト）方式が多い。この場合、シリンダーの先に付いている棒状の部品（エジェクターロッド）を押し込むと、空薬莢が出てくる。シリンダーの前方下部にヒンジが付いている中折れ式拳銃もあり、この場合は中折れ動作をした時にばねの力で自動的に空薬莢をはね上げて排出するものがある。
(13) 「引き金（トリガー）」
この部品を引くことで、起こした状態のハンマーを留めている部品（逆鈎、シアー）が外れ、ハンマーが（自動拳銃では撃針を介して）弾丸の雷管を叩き、弾丸が発射される。ダブルアクション式では、ハンマーが倒れていても、トリガーを引くだけでハンマーが途中まで起きてから倒れる。「引金、引き鉄、引鉄、弾き鉄、弾鉄、弾き金、弾金、銃爪」などと表記されることがある。
(14) 「トリガーガード（用心金）」
落とした際など、引き金が不用意に引かれないようにするための部品。たいていの場合、フレーム（枠）と一体になっている。撃たない場合、あるいは撃つ意志がないことを明確に示すためには、右手人差し指を引き金ではなくトリガーガードにかける。極寒の地域で運用される拳銃の場合、分厚い防寒手袋をはめていても引き金が操作できるように、トリガーガードも大きな物が装備される事が多い。かつては日野式自動拳銃のように用心金を持たない銃も存在したが、日野式は用心金の不備に加えて、前述のグリップ・セイフティーの配置の不味さから、ホルスターに銃をしまうだけでも引き金とグリップ・セイフティーが同時に押されて暴発する危険性が存在するなど、用心金の存在しない銃の危険性を如実に示す失敗事例として記憶される事になってしまった。
(15) 「スライドストップ（ストッパー）」
自動拳銃で、全弾撃ち尽くすと弾倉の送り板（フォロワープレート）に押し上げられる形でこの部品が跳ね上がり、スライドを後退した位置で止める（ホールドオープン）。スライドストップが無い銃でも、多くは弾倉の送り板に遊底の前進が遮られる事により、残弾ゼロの際のホールドオープンを実現しているが、このような銃の場合弾倉を外すと遊底が前進してしまう為、弾倉を入れ替えた後にコッキングを行わなければ初弾の発射が行えない。一方、スライドストップを持つ銃では、弾倉を入れ換えた際にこのレバーを押し下げるとスライドの前進と同時に初弾が自動的に薬室に装填されるため、より素早い初弾の発射が可能となる。
(16) 「テイクダウンレバー（分解用レバー）」
(B)の拳銃に特徴的なレバー。清掃などスライドを取り外す時に使用する。(A)の拳銃ではスライドストップを引き抜くことで分解できる。